# 둔기외상
둔상(Blunt trauma)은 신체적 외상으로 신체 부위에 대한 충격적인 힘, 종종 도로 교통 충돌, 직접적인 타격, 폭행, 스포츠 중 부상, 특히 낙상 등으로 인해서 생긴다. 물체가 피부를 뚫고 신체 조직에 침투하여 열린 상처와 멍을 만들 때 발생하는 관통외상과 대조된다.
둔기외상은 타박상, 찰과상, 열상, 내부 출혈, 골절 및 사망을 초래할 수 있다.
둔기외상은 전 세계적으로 35세 미만 사람들의 장애 및 사망의 중요한 원인으로 나타난다.